# Bandeira do Fundo das Nações Unidas para a Infância
A bandeira do Fundo das Nações Unidas para a Infância é um dos símbolos oficiais da referida organização.

## História
A história da bandeira confunde-se com a história do emblema da organização. O UNICEF foi criado pela resolução 57 (I) da Assembleia Geral das Nações Unidas em 11 de dezembro de 1946 para fornecer suprimentos e assistência a crianças após a Segunda Guerra Mundial. Originalmente conhecido como Fundo de Emergência Infantil das Nações Unidas, o UNICEF começou como um fundo temporário das Nações Unidas. Como tal, tinha o direito de usar o logotipo da ONU.

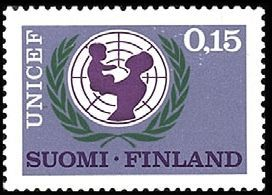
Selo finlandês de 1966 com o logo da UNICEF usado na época

Em outubro de 1953, a Assembleia Geral das Nações Unidas estende o mandato do UNICEF indefinidamente. Como uma agência da ONU com um mandato distinto, o UNICEF desenvolve sua própria identidade visual. O primeiro logo da UNICEF apresenta uma criança bebendo um copo de leite, o que reflete a principal atividade da organização na época: entregar leite para crianças. Este logotipo retém alguns elementos do logotipo da ONU, nos quais se baseia, como os ramos de oliveira e o globo no fundo. "Uma criança bebendo leite" torna-se o símbolo da UNICEF.
Conforme o foco do UNICEF se expande para incluir as necessidades mais amplas das crianças, o logotipo da organização também muda. Na década de 1960, "uma criança bebendo leite" é redesenhada como "uma mãe levantando um filho". Isso também está vinculado à adoção pela ONU da Declaração dos Direitos da Criança em 1959, que define os direitos das crianças à proteção, educação, saúde, abrigo, além de uma boa nutrição. 
Em 1986, coincidindo com o 40º aniversário da UNICEF, o logotipo muda novamente. O UNICEF publica o Manual de Padrões Gráficos de Identificação, o primeiro guia do uso da marca da organização. O logotipo apresenta o nome da UNICEF, em letras minúsculas e fontes pesadas, ao lado do emblema "mãe e filho". A abordagem do design está alinhada com o estilo suíço da época, de natureza minimalista. Este logotipo é visto como mais claro em comparação com as versões anteriores, prestando-se melhor para reconhecimento e clareza universal.
Em 2001, é criado o logotipo do UNICEF como é apresentado hoje ─ junto com as diretrizes para seu uso em várias plataformas. O logotipo é estilizado e simplificado. O emblema de "mãe e filho" foi redesenhado para refletir uma figura mais genérica.

## Características

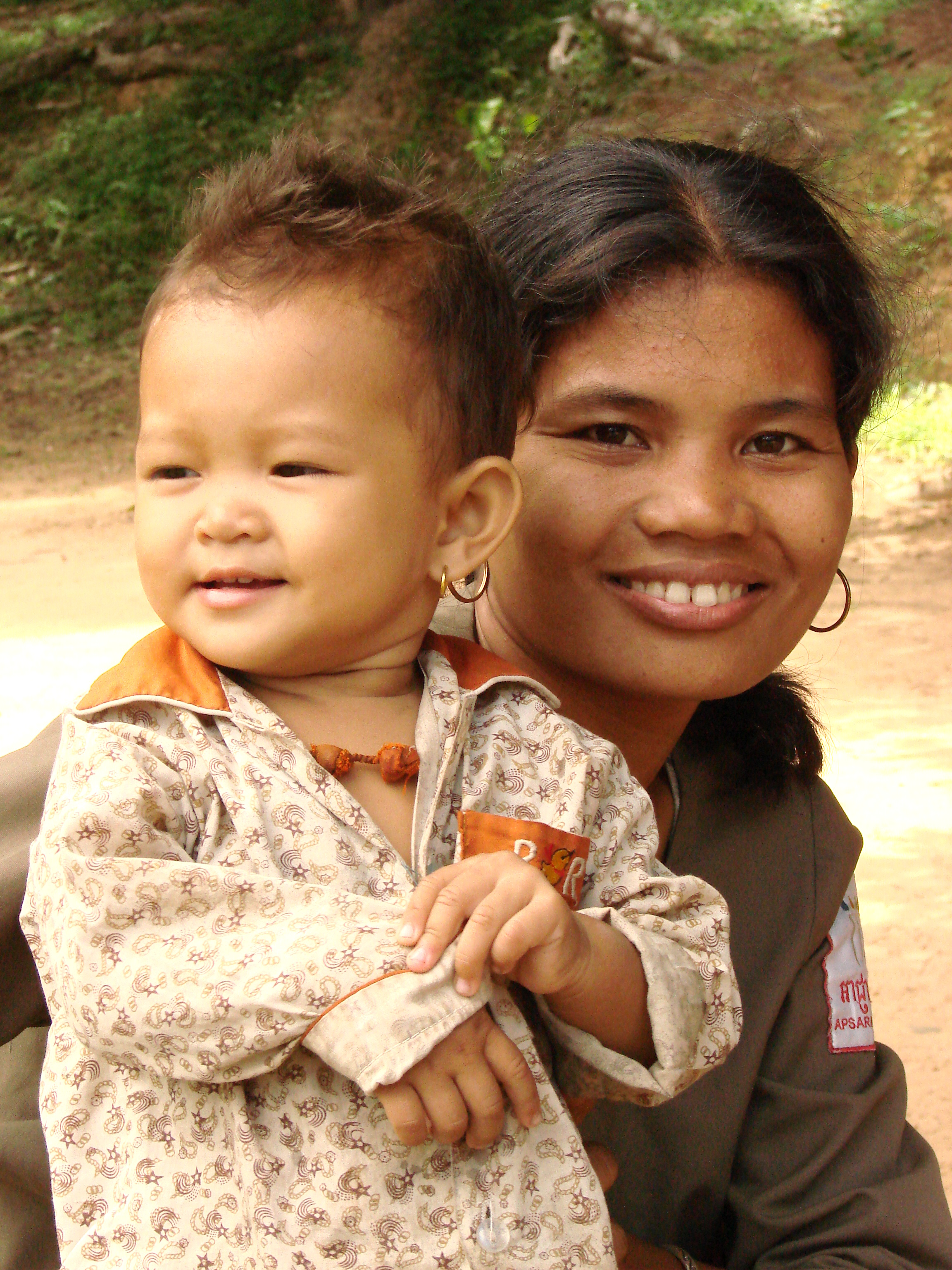
Uma mãe segurando seu filho é um símbolo universal da infância

Seu desenho consiste em um retângulo com o emblema da organização na cor branca em um fundo azul. As cores azul e branca são as cores oficiais das Nações Unidas. Seu logotipo é baseado no da ONU com uma circunferência cercada por ramos de oliveira em cujo centro há uma mãe segurando uma criança recém-nascida.

## Simbolismo
As cores azul celeste e branco, que são as predominantes da bandeira, são as cores tradicionais das Nações Unidas. Além disso, seu emblema consiste numa projeção do globo. Esse desenho representa os povos do mundo. Finalmente, é rodeada de ramos de oliveira, um símbolo universal de paz.
O gesto universal de uma mãe levantando um filho simboliza a esperança, segurança e alegria que o trabalho do UNICEF proporciona aos pais e seus filhos. Este gesto evoca a energia e o entusiasmo dos pais, o que reflete o otimismo do UNICEF e os resultados que a organização busca proporcionar a cada criança.